# Cylindriscala enamelis
Cylindriscala enamelis is een slakkensoort uit de familie van de Epitoniidae. De wetenschappelijke naam van de soort is voor het eerst geldig gepubliceerd in 1995 door Kuroda in Nakayama.